# 雷恩公園球場
雷恩公園球場（法語：Roazhon Park）是一座位於法國布列塔尼半島雷恩的足球場，“Roazhon”為布列塔尼語的雷恩。在2015年以前其名稱為“洛里昂路體育場”（法語：Stade de la Route de Lorient）。
球場位於雷恩市中心偏西的洛里昂路上，自1912年9月15日開幕以來一直是法國足球甲級聯賽球隊雷恩足球俱樂部的主場球場。自2001年重建後，球場目前座位數可達29,778個。
目前雷恩公園球場不時舉辦法國國家足球隊與法國國家女子足球隊的國際賽事。2016年6月19日至20日，雷恩公園球場舉辦該屆法國頂級14橄欖球聯賽兩場準決賽。雷恩公園球場同時是2019年國際足總女子世界盃舉辦場館之一，並預計舉辦6場比賽，其中4場為分組賽，另外2場分別為16強賽與準決賽。
雷恩公園球場最多觀眾紀錄於2005年8月20日雷恩對馬賽，當時觀眾人數為29,490人。